# Zálší (Tábori járás)
Zálší település Csehországban, a Tábori járásban. Zálší Dolní Bukovsko, Mažice, Komárov, Hodětín, Borkovice és Hartmanice településekkel határos. Lakosainak száma 236 fő (2024. január 1.).

## Népesség
A település lakosságának változását az alábbi diagram mutatja:
| Lakosok száma | 649  | 679  | 584  | 435  | 293  | 259  | 262  | 249  | 229  | 236  |
|               | 1869 | 1890 | 1921 | 1950 | 1980 | 2001 | 2017 | 2019 | 2022 | 2024 |